# Get Scraped
Get Scraped è il primo album in studio realizzato dal disc jockey e produttore discografico canadese deadmau5, pubblicato nel 2005. 

## Descrizione
Il brano Bored of Canada è un tributo al duo musicale Boards of Canada, di cui Zimmerman è fan.
L'album ha una versione CD demo, della quale Zimmerman ha affermato di aver limitato la produzione a "circa 100 copie". Diverse di esse sono state ritrovate dai fan e rese reperibili online.
Nel 2018 la versione digitale dell'album è stata rimossa da tutti i principali servizi di streaming e download per motivi sconosciuti. L'album è comunque disponibile per l'ascolto su SoundCloud.

## Tracce
Testi e musiche di Joel Zimmerman.
1. The Oshawa Connection
2. Intelstat
3. Careless
4. Unspecial Effects
5. Waking Up from the American Dream
6. I Forget
7. Try Again
8. 8bit
9. Overdraft
10. Bored of Canada
11. Support
12. Edit Your Friends
13. Satisfaction
14. Sometimes I Fail
15. Careless (Acoustic)

### CD Demo
1. Sometimes I Fail
2. American Slushie
3. Feelin' Fresh
4. Shift
5. Get Scraped
6. Messages
7. Bored of Canada
8. Waking Up